# Campeonato Mundial de Natação em Piscina Curta de 2021 - 100 m medley feminino
A prova dos 100 metros nado medley feminino do Campeonato Mundial de Natação em Piscina Curta de 2021 foi disputado entre 18 e 19 de dezembro de 2021, na Etihad Arena, em Abu Dhabi, nos Emirados Árabes Unidos.

## Recordes
Antes desta competição, os recordes mundiais e do campeonato nesta prova eram os seguintes:
|                       | Nome           | Nacionalidade | Tempo | Local  | Data                  |
| --------------------- | -------------- | ------------- | ----- | ------ | --------------------- |
| Recorde mundial       | Katinka Hosszú | Hungria       | 56,51 | Berlim | 7 de agosto de 2017   |
| Recorde do campeonato | Katinka Hosszú | Hungria       | 56,70 | Doha   | 5 de dezembro de 2014 |

## Medalhistas
| Ouro                     | Prata                   | Bronze         |
| Anastasia Gorbenko (ISR) | Béryl Gastaldello (FRA) | Maria Kameneva |

## Resultados

### Eliminatórias
As eliminatórias ocorreram dia 18 de dezembro com um total de 44 nadadoras.
| Colocação | Bateria | Raia | Nadadora               | Nacionalidade              | Tempo   | Notas            |
| --------- | ------- | ---- | ---------------------- | -------------------------- | ------- | ---------------- |
| 1         | 3       | 4    | Anastasia Gorbenko     | Israel                     | 58.36   | Q                |
| 2         | 3       | 3    | Maria Ugolkova         | Suíça                      | 59.05   | Q                |
| 3         | 4       | 5    | Marrit Steenbergen     | Países Baixos              | 59.06   | Q                |
| 4         | 3       | 5    | Kayla Sanchez          | Canadá                     | 59.17   | Q                |
| 5         | 2       | 5    | Diana Petkova          | Bulgária                   | 59.19   | Q,               |
| 6         | 4       | 4    | Maria Kameneva         | Federação Russa de Natação | 59.34   | Q                |
| 7         | 5       | 4    | Béryl Gastaldello      | França                     | 59.38   | Q                |
| 8         | 4       | 3    | Abbey Weitzeil         | Estados Unidos             | 59.44   | Q                |
| 9         | 3       | 2    | Lena Kreundl           | Áustria                    | 59.45   | Q                |
| 9         | 5       | 2    | Bailey Andison         | Canadá                     | 59.45   | Q                |
| 9         | 5       | 3    | Costanza Cocconcelli   | Itália                     | 59.45   | Q                |
| 12        | 5       | 7    | Emelie Fast            | Suécia                     | 59.50   | Q                |
| 13        | 5       | 5    | Melanie Margalis       | Estados Unidos             | 59.54   | Q                |
| 14        | 2       | 2    | Tang Qianting          | China                      | 59.56   | Q                |
| 15        | 2       | 6    | Mona McSharry          | Irlanda                    | 59.65   | Q,               |
| 15        | 4       | 2    | Kim Busch              | Países Baixos              | 59.65   | Q                |
| 17        | 3       | 6    | Irina Shvaeva          | Federação Russa de Natação | 1:00.22 |                  |
| 18        | 4       | 1    | Kristýna Horská        | Chéquia                    | 1:00.31 |                  |
| 19        | 3       | 1    | Ilaria Cusinato        | Itália                     | 1:00.37 |                  |
| 20        | 5       | 9    | Laura Littlejohn       | Nova Zelândia              | 1:00.43 |                  |
| 21        | 4       | 7    | Fanny Lecluyse         | Bélgica                    | 1:00.52 |                  |
| 22        | 5       | 1    | Molly Renshaw          | Reino Unido                | 1:00.67 |                  |
| 23        | 4       | 9    | Nathalia Almeida       | Brasil                     | 1:01.02 |                  |
| 24        | 3       | 7    | Cornelia Pammer        | Áustria                    | 1:01.33 |                  |
| 25        | 5       | 0    | Janja Šegel            | Eslovênia                  | 1:01.59 |                  |
| 26        | 4       | 8    | Tamara Potocká         | Eslováquia                 | 1:01.65 |                  |
| 27        | 3       | 9    | Ieva Maļuka            | Letônia                    | 1:01.69 |                  |
| 28        | 3       | 8    | Sze Hang Yu            | Hong Kong                  | 1:01.76 |                  |
| 29        | 4       | 0    | Natalie Kan            | Hong Kong                  | 1:01.77 |                  |
| 30        | 2       | 4    | Maria Romanjuk         | Estónia                    | 1:01.79 |                  |
| 31        | 3       | 0    | Nina Stanisavljević    | Sérvia                     | 1:01.97 |                  |
| 32        | 2       | 3    | Jessica Vall           | Espanha                    | 1:02.04 |                  |
| 33        | 2       | 8    | Maria Drasidou         | Grécia                     | 1:02.17 |                  |
| 34        | 2       | 1    | Jung Ha-eun            | Coreia do Sul              | 1:02.24 |                  |
| 35        | 2       | 7    | Marie Pietruschka      | Alemanha                   | 1:02.62 |                  |
| 36        | 2       | 9    | Florencia Perotti      | Argentina                  | 1:03.16 |                  |
| 37        | 3       | 0    | Phiangkhwan Pawapotako | Tailândia                  | 1:03.23 | Recorde nacional |
| 38        | 1       | 4    | Marissa Lugo           | Porto Rico                 | 1:04.11 |                  |
| 39        | 1       | 2    | Luna Chabat            | Uruguai                    | 1:04.28 |                  |
| 40        | 1       | 1    | Isabella Alas          | El Salvador                | 1:06.10 |                  |
| 41        | 1       | 3    | Alison Jackson         | Ilhas Caimã                | 1:07.32 |                  |
| 42        | 1       | 6    | Aaliyah Palestrini     | Seicheles                  | 1:10.20 |                  |
| 43        | 1       | 5    | Latroya Pina           | Cabo Verde                 | 1:12.08 |                  |
| 44        | 1       | 7    | Hamna Ahmed            | Maldivas                   | 1:15.82 |                  |
| 45        | 4       | 6    | Fanny Teijonsalo       | Finlândia                  | DNS     |                  |
| 45        | 5       | 6    | Michelle Coleman       | Suécia                     | DNS     |                  |
| 45        | 5       | 8    | Quah Jing Wen          | Singapura                  | DNS     |                  |

### Semifinal
A semifinal ocorreu dia 18 de dezembro.
| Colocação | Bateria | Raia | Nadadora             | Nacionalidade              | Tempo | Notas            |
| --------- | ------- | ---- | -------------------- | -------------------------- | ----- | ---------------- |
| 1         | 1       | 4    | Maria Ugolkova       | Suíça                      | 58.25 | Q,               |
| 2         | 1       | 3    | Maria Kameneva       | Federação Russa de Natação | 58.45 | Q                |
| 3         | 2       | 7    | Costanza Cocconcelli | Itália                     | 58.58 | Q                |
| 4         | 2       | 4    | Anastasia Gorbenko   | Israel                     | 58.65 | Q                |
| 5         | 2       | 6    | Béryl Gastaldello    | França                     | 58.66 | Q                |
| 6         | 1       | 2    | Bailey Andison       | Canadá                     | 58.74 | Q                |
| 7         | 2       | 5    | Marrit Steenbergen   | Países Baixos              | 58.75 | Q                |
| 8         | 2       | 1    | Melanie Margalis     | Estados Unidos             | 58.96 | Q                |
| 9         | 1       | 6    | Abbey Weitzeil       | Estados Unidos             | 59.00 |                  |
| 10        | 1       | 1    | Tang Qianting        | China                      | 59.01 |                  |
| 11        | 1       | 5    | Kayla Sanchez        | Canadá                     | 59.07 |                  |
| 12        | 2       | 2    | Lena Kreundl         | Áustria                    | 59.08 | Recorde nacional |
| 13        | 2       | 8    | Mona McSharry        | Irlanda                    | 59.35 | Recorde nacional |
| 14        | 1       | 7    | Emelie Fast          | Suécia                     | 59.56 |                  |
| 15        | 2       | 3    | Diana Petkova        | Bulgária                   | 59.58 |                  |
| 16        | 1       | 8    | Kim Busch            | Países Baixos              | 59.82 |                  |

### Final
A final foi realizada em 19 de dezembro.
| Colocação         | Raia | Nadadora             | Nacionalidade              | Tempo | Notas            |
| ----------------- | ---- | -------------------- | -------------------------- | ----- | ---------------- |
| Medalha de ouro   | 6    | Anastasia Gorbenko   | Israel                     | 57.80 | Recorde nacional |
| Medalha de prata  | 2    | Béryl Gastaldello    | França                     | 57.96 |                  |
| Medalha de bronze | 5    | Maria Kameneva       | Federação Russa de Natação | 58.15 |                  |
| 4                 | 4    | Maria Ugolkova       | Suíça                      | 58.27 |                  |
| 5                 | 3    | Costanza Cocconcelli | Itália                     | 58.66 |                  |
| 6                 | 1    | Marrit Steenbergen   | Países Baixos              | 58.74 |                  |
| 7                 | 8    | Melanie Margalis     | Estados Unidos             | 59.10 |                  |
| 8                 | 7    | Bailey Andison       | Canadá                     | 59.37 |                  |

Legenda
| Recorde mundial       | Recorde mundial (World record)               |                       | Recorde africano                      | Recorde africano (African) |                                           | Q | Classificado por posição (Qualified) |
| Recorde do campeonato | Recorde do campeonato (Championship record)  | Recorde da América    | Recorde da América (Americas)         | q                          | Classificado por melhor tempo (Qualified) |   |                                      |
| Melhor marca do ano   | Melhor marca do ano (World leading)          | Recorde asiático      | Recorde asiático (Asian)              | DNS                        | Não largou (Did not start)                |   |                                      |
| Recorde nacional      | Recorde nacional (National record)           | Recorde europeu       | Recorde europeu (European)            | DNF                        | Não terminou (Did not finish)             |   |                                      |
| Recorde pessoal       | Recorde pessoal do atleta (Personal best)    | Recorde da Oceania    | Recorde da Oceania (Oceania)          | DSQ / DQ                   | Desclassificado (Disqualified)            |   |                                      |
| Recorde da temporada  | Recorde da temporada do atleta (Season best) | Recorde sul-americano | Recorde sul-americano (South America) | NM                         | Sem marca (No mark)                       |   |                                      |